# Куртчі-Кірей
Куртчі-Кірей (крим.: Qurtçı Kirey, К'уртчі Кірей) — зникле село в Джанкойському районі Республіки Крим, що розташовувалося на півночі району, на березі однієї із заток Сиваша, приблизно в 3 км на схід від сучасного села Яснополянське.

### Динаміка чисельності населення
| - 1805 — 89 ос. - 1864 — 10 ос. - 1889 — 65 ос. - 1892 — 0 ос. | - 1900 — 72 ос. - 1915 — 36 ос. - 1926 — 45 ос. |

## Історія
Перша документальна згадка села зустрічається в Камеральному Описі Криму… 1784 року, судячи з якого, в останній період Кримського ханства Кучур Карач входив у Діп Чонгарський кадилик Карасубазарського каймаканства. Після анексії Кримського харства Росією (8) 19 квітня 1783 року, (8) 19 лютого 1784 року, іменним указом Катерини II сенату, на території колишнього Кримського Ханства була утворена Таврійська область і село було приписано до Перекопського повіту. Після Павловських реформ, з 1796 року по 1802 рік, входила до Перекопського повіту Новоросійської губернії. За новим адміністративним поділом, після створення 8 (20) жовтня 1802 Таврійської губернії Курчі-Кірей був включений до складу Біюк-Тузакчинської волості Перекопського повіту.
За Відомістю про всі селища в Перекопському повіті, що складаються з показанням в якій волості скільки числом дворів і душ… від 21 жовтня 1805 в селі Куртчі-Кірей було 14 дворів і 89 кримських татар. На військово-топографічній карті генерал-майора Мухіна 1817 року село Кюрчу керей позначено з 12 дворами. Після реформи волосного поділу 1829 Куртчі-Кірей, згідно «Відомості про казенні волості Таврійської губернії 1829», залишився в складі Тузакчинської волості. На карті 1836 року в селі Курчі Курей 12 дворів. Потім, мабуть, в результаті еміграції кримських татар, село помітно спорожніло і на карті 1842 село Курчі Курей позначена умовним знаком «мале село», тобто, менше 5 дворів.
У 1860-х роках, після земської реформи Олександра II, село приписали до Ішуньської волості. У «Списку населених місць Таврійської губернії за відомостями 1864 року», складеному за результатами VIII ревізії 1864, Курчі-Кірей — володарське татарське село, з 4 дворами і 10 жителями при затоці Сиваша. На триверстовій карті 1865—1876 в селі Курчі-Кірей позначено 6 дворів. За «Пам'ятною книжкою Таврійської губернії за 1867 рік», село стояло покинуте, зважаючи на еміграцію кримських татар, особливо масової після Кримської війни 1853—1856 років, до Туреччини. За «Пам'ятною книгою Таврійської губернії 1889 року», за результатами Х ревізії 1887 року, в селі Курчі-Кірей, мабуть, вже заселеному вихідцями з материка було 12 дворів та 65 жителів.
Після земської реформи 1890 року Куртчі-Гірей належало до Богемської волості. У «Пам'ятній книжці Таврійської губернії на 1892 рік» у відомостях про Богемську волость жодних даних про село, крім назви, не наведено. За «…Пам'ятною книжкою Таврійської губернії на 1900 рік» у селищі Курчі-Кірей вважалося 72 мешканці у 12 дворах. За Статистичним довідником Таврійської губернії. ч. Друга. Статистичний нарис, випуск п'ятий Перекопський повіт, 1915 рік, у селі Куркчі-Кірей (вакуф) Богемської волості Перекопського повіту було 8 дворів з татарським населенням у кількості 36 осіб приписних жителів.
Після встановлення в Криму Радянської влади за постановою Кримрівкому від 8 січня 1921 року № 206 «Про зміну адміністративних кордонів» було скасовано волосну систему і у складі Джанкойського повіту було створено Джанкойський район. У 1922 повіти перетворили на округи. 11 жовтня 1923 року, за постановою ВЦВК, до адміністративного поділу Кримської АРСР було внесено зміни, внаслідок яких округи було ліквідовано, основною адміністративною одиницею став Джанкойський район і село включили до його складу. За Списком населених пунктів Кримської АРСР за Всесоюзним переписом 17 грудня 1926 року, в селі Курчі-Кірей (вакуф) Тереклинської сільради Джанкойського району вважалося 10 дворів, всі селянські, населення складало 35 осіб, всі татари. На докладній карті РСЧА північного Криму 1941 року на місці села руїни.